# Немуро (округ)
Не́муро (яп. 根室振興局 Нэмуро-синко:-кёку, «Управление содействия развитию Нэмуро») — округ в составе японской префектуры Хоккайдо. На востоке граничит с Россией. Также имеет границы с японскими округами Кусиро и Охотск, де-факто омывается несколькими проливами: Кунаширским, Измены и Советским.
Название происходит от исторической провинции Немуро. Центр — город Немуро. Помимо северо-восточной части острова Хоккайдо в состав округа включаются также контролируемые Россией острова Кунашир, Итуруп, Шикотан и Хабомаи.
На 31 декабря 2020 года население округа составляло 72 786 человек. Заявленная территория округа — 8533,96 км², фактически контролируемая — 3406,23 км² (менее 40 % декларируемой). В округе расположен Аэропорт Накасибэцу — самый восточный аэропорт Японии.

## История
Округ Немуро был создан в ноябре 1897 года и в тогдашнем японском административном законодательстве имел статус «местного отделения префектурального управления» (яп. 支庁 ситё:). В декабре 1903 года он был объединён с округом Сяна. В августе 1945 года в результате Курильской десантной операции Курильские острова были заняты советскими войсками. 20 сентября 1945 года СССР объявил все Курильские острова своей собственностью. 29 января 1946 года Меморандумом главнокомандующего союзных держав японскому императорскому правительству № 677 из-под юрисдикции государственной и административной власти Японии были исключены все находящиеся к северу от Хоккайдо острова и остров Карафуто (Сахалин). 2 февраля 1946 года на территории Южного Сахалина и Курильских островов образована Южно-Сахалинская область с центром в городе Тоёхара (Южно-Сахалинск) с включением её в состав Хабаровского края РСФСР. В ходе японской административной реформы 1 апреля 2010 года «местное отделение префектурального управления» Немуро было преобразовано в «управление содействия развития». Территориальных изменений в составе округа не произошло.
На настоящий момент Япония признаёт вхождение всех островов севернее от острова Итуруп (Эторофу) в состав России, но настаивает на возвращении южных Курильских островов в свой состав.
- Заявленная территория округа.
- Территория округа, находящаяся под фактическим управлением Японии.

## Состав округа

### Город
- Немуро (административный центр)

### Административное деление

#### Территория под контролемЯпонии
- 2 Ноцукэ[англ.] — Бецукай
- Сибэцу[англ.]
  - 3 Накасибэцу
  - 4 Сибэцу
- 5 Менаси — Раусу

#### Территория частично под контролемЯпонии
- 1 Немуро[3]

#### Территория под контролемРоссии
- 6 Сикотан
- Кунасири
  - 7 Томари
  - 8 Руёбэцу
- 9 Эторофу
- 10 Сяна
- 11 Сибэторо

Острова: A: Хабомаи, B: Шикотан, C: Кунашир, D: Итуруп